# Десетка
Десетка је трећи албум Загребачког панк рок бенда Хладно пиво, којег 1997. године објављује дискографска кућа Јабукатон. Године 2007. албум реиздаје Dancing Bear, без додатних песама. Највећи хитови са овог албума су "Нема више...", "Не волим те" и "Роштиљ".
Албум је снимљен у Љубљани у студију Метрко код Јанеза Крижаја, за свега осам дана. Већина песама је одсвирана у брзом темпу. Омот албума уз текстове и слике музичара садржи и духовиту историју настанка бенда. 

## Попис песама
1. "Нема више..." - 2:16
2. "Тема је: жена" - 1:52
3. "Секс без кондома и звијезда из Хонг-Конга" - 2:10
4. "Не волим те" - 2:13
5. "101" - 2:19
6. "Грчење испред појачала" - 1:55
7. "Крепај, будало!" - 2:33
8. "Студентска" - 2:15
9. "Анорексик" - 2:47
10. "Благданска пјесма" - 1:47
11. "У соби он и брат..." - 2:28
12. "ПДОП" - 2:30
13. "Роштиљ" - 2:08

## Цитат
На полеђини омота реизданог албума стоји:
Шаблон:Citat4

## Извођачи
- Миле Кекин - Миле (вокал)
- Зоран Субошић - Зоки (гитара)
- Младен Субошић - Суба (бубњеви)
- Давор Коџоман - Хаџо (бас гитара)